# Carles Felip d'Habsburg
Carles Felip d'Habsburg-Lorena i Arenberg (Ciutat de Mèxic, Mèxic, 18 d'octubre de 1954) és el segon fill i primer home de l'arxiduc Félix d'Habsburg-Lorena i de la princesa i duquessa Ana Eugenia d'Arenberg, per línia paterna és net del Beat Carles I d'Àustria i IV d'Hongria i de l'emperadriu Zita, i nebot rebesnet de l'emperador Maximilià I de Mèxic i de l'emperadriu Carlota de Mèxic, i de l'emperador Francesc Josep I d'Àustria i l'emperadriu Isabel d'Àustria més coneguda com a "Sissi". També és el primer home de la Casa d'Àustria a néixer a Mèxic.
La seva rerebestia va ser la comtessa Antonieta de Mérode-Westerloo, Princesa de Mònaco pel seu matrimoni amb Carles III de Mònaco, avantpassats del príncep Albert II.

## Formació acadèmica
Va estudiar la llicenciatura en Relacions Internacionals en El Col·legi de Mèxic i ha cursat estudis en l'Institut Tecnològic i d'Estudis Superiors de Monterrey, l'Institut Tecnològic Autònom de Mèxic i un mestratge en Administració d'empreses i Finances a l'Escola Superior d'Administració i direcció d'empreses (ESADE) de Barcelona.
Entre els seus llocs laborals es troben haver-hi laborat en AWT Internationale Handels und Finanzierung A.G., a Viena, Àustria de 1988 a 1990; com a Delegat a Viena, Bonn, i Mont-real, Canadà del Banc de Comerç Exterior (BANCOMEXT); Actualment i des de l'any 2000 és president de l'empresa Habsburg Financial Services, empresa de gestió patrimonial. El seu gran gust per la música també li ha portat a ser membre del Patronat del Festival de Música de Morelia, el qual va presidir des de 2012 fins a 2018. Carles Felip parla de manera fluïda el castellà, l'alemany, el francès, l'anglès i el català, a més d'altres idiomes.

## Matrimoni i hereus
Va contreure matrimoni per primera vegada el 4 de setembre de 1994 a Múnic, Baviera amb Martina Donath (nascuda a Viena, Àustria el 18 de juny de 1955), divorciant-se més tard el 1997.
Tots dos van tenir un fill:
- Julià Llorenç Pere d'Habsburg-Lorena (nascut el 29 de maig de 1994 a Mont-real, Quebec, Canadà).[12]

El 12 de maig de 1998 va contreure un segon matrimoni a Pau, als Pirineus Atlàntics, Nova Aquitània, França, amb Annie-Claire Andree Christine Lacrambe, amb qui actualment segueix casat, (nascuda el 15 de febrer de 1959 a Pau, França) filla del doctor Henri Lacrambe i de la senyora Fanny Pruvost de Montrichard. Fruit d'aquest matrimoni va néixer:
- Lluís Damià Enric Maria Marc d'Avià Meltxor d'Habsburg-Lorena (nascut el 23 de setembre de 1998 a Mont-real, Quebec, Canadà).[14]

Carles Felip és un intel·lectual i coneixedor de la història de la casa d'Àustria i les seves tradicions familiars, això ho ha portat a impartir conferències sobre la seva tátara oncle, l'emperador Maximiliano I de Mèxic i la seva família. D'altra banda realitza conferències a tot el món sobre derivats financers i la gestió patrimonial utilitzant productes financers derivats o estructurats.

## Títols i estils
Ni la Constitució Política de la República d'Àustria ni la dels Estats Units Mexicans reconeixen títols nobiliaris al seu territori. La constitució mexicana estableix en el seu Article 12: "Als Estats Units Mexicans no es concediran títols de noblesa, ni prerrogatives i honors hereditaris, ni es donarà efecte algun als atorgats per qualsevol altre país". En aquest sentit, l'article constitucional és una de les poques disposicions de la constitució vigent que no ha sofert reforma alguna des de la seva aprovació per unanimitat en la sessió del congrés del 16 de desembre de 1916 i assenyala la prohibició absoluta perquè, dins del territori mexicà, s'atorguin mitjançant qualsevol mitjà o sota qualsevol justificació, títols de noblesa, prerrogatives o honors hereditaris; és a dir, ningú pot comptar amb un reconeixement especial o privilegi per part de l'Estat o de la llei, la qual cosa suposa la igualtat davant la llei.
La segona part d'aquest article, es refereix a la prohibició dins del territori mexicà perquè es reconeguin o convalidin els mateixos títols o prerrogatives o honors hereditaris atorgats a qualsevol altre país. No obstant això, el reconeixement novohispànic de títols reals es poden trobar fins i tot en 1811 en Elements Constitucionals de Raió (art. 5).
El títol actual de Don Carles Felip d'Habsburg és: Sa Altesa Imperial i Reial Don Carlos Felipe María Otón Lucas Marcos de Aviano Melchor d'Habsburg-Lorena i Arenberg, Arxiduc i Príncep Imperial d'Àustria, Príncep Real d'Hongria i de Bohèmia, Duc de Lorena i de Bar, Conde Principesco d'Habsburg, etcètera.